# Ichthyolariidae
Ichthyolariidae es una familia de foraminíferos bentónicos de la superfamilia Robuloidoidea, del suborden Lagenina y del orden Lagenida. Su rango cronoestratigráfico abarca desde el Artinskiense (Pérmico Inferior) hasta el Albiense (Cretácico inferior).

## Clasificación
Ichthyolariidae incluye a las siguientes subfamilia y géneros:
- Subfamilia Ichthyolariinae
  - Austrocolomia †
  - Bojarkaella †
  - Cryptoseptida †
  - Dentalinella †
  - Frondiculinita †
  - Frondina †, también considerado en subfamilia Frondinidae
  - Gerkeina †
  - Grillina †
  - Ichthyolaria †
  - Involutaria †
  - Marginulinita †
  - Mesodentalina †
  - Nodoinvolutaria †
  - Paralingulina †
  - Prodentalina †
  - Protonodosaria †
  - Pseudofrondicularia †
  - Pseudotristix †

Otros géneros considerados en Ichthyolariidae y clasificados actualmente en otras familias son:
- Lingulonodosaria †, ahora en la familia Nodosariidae
- Paralingulina †, ahora en la familia Plectofrondiculariidae

Otros géneros considerados en Ichthyolariidae son:
- Frondinodosaria †, considerado sinónimo de Lingulonodosaria, también considerado en la familia Geinitzinidae
- Lingulinella †, aceptado como Lingulonodosaria
- Geinitzinita †, considerado sinónimo de Grillina, también considerado en la familia Geinitzinidae
- Kion †, aceptado como Austrocolomia
- Ichthyofrondina †, también considerado en subfamilia Frondinidae
- Langella †, considerado sinónimo de Cryptoseptida, también considerado en la familia Protonodosariidae
- Multifarina †, aceptado como Pseudotristix
- Neolangella †, considerado sinónimo posterior de Cryptoseptida, también considerado en la familia Protonodosariidae
- Neospandelina †, aceptado como Ichthyolaria
- Pachyphloides †, considerado sinónimo posterior de Cryptoseptida, también considerado en la familia Geinitzinidae
- Padangia †, sustituido por Langella
- Paralingulinella †, considerado nombre superfluo de Paralingulina
- Pseudolangella †, considerado sinónimo de Cryptoseptida, también considerado en la familia Protonodosariidae